# Nationella Taras Sjevtjenko-universitetet i Kiev

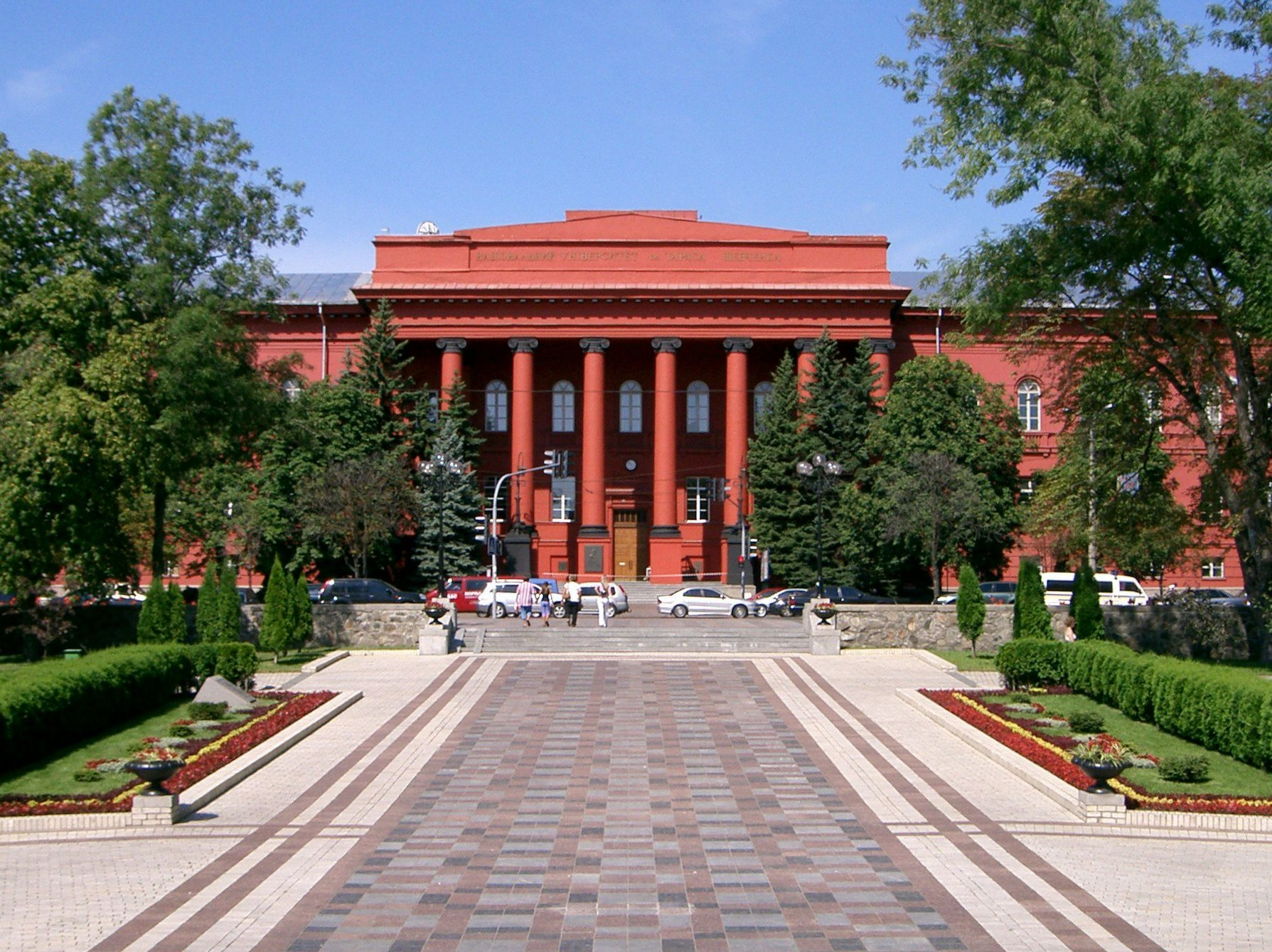
Kievs universitet, den gamla "röda byggnaden"

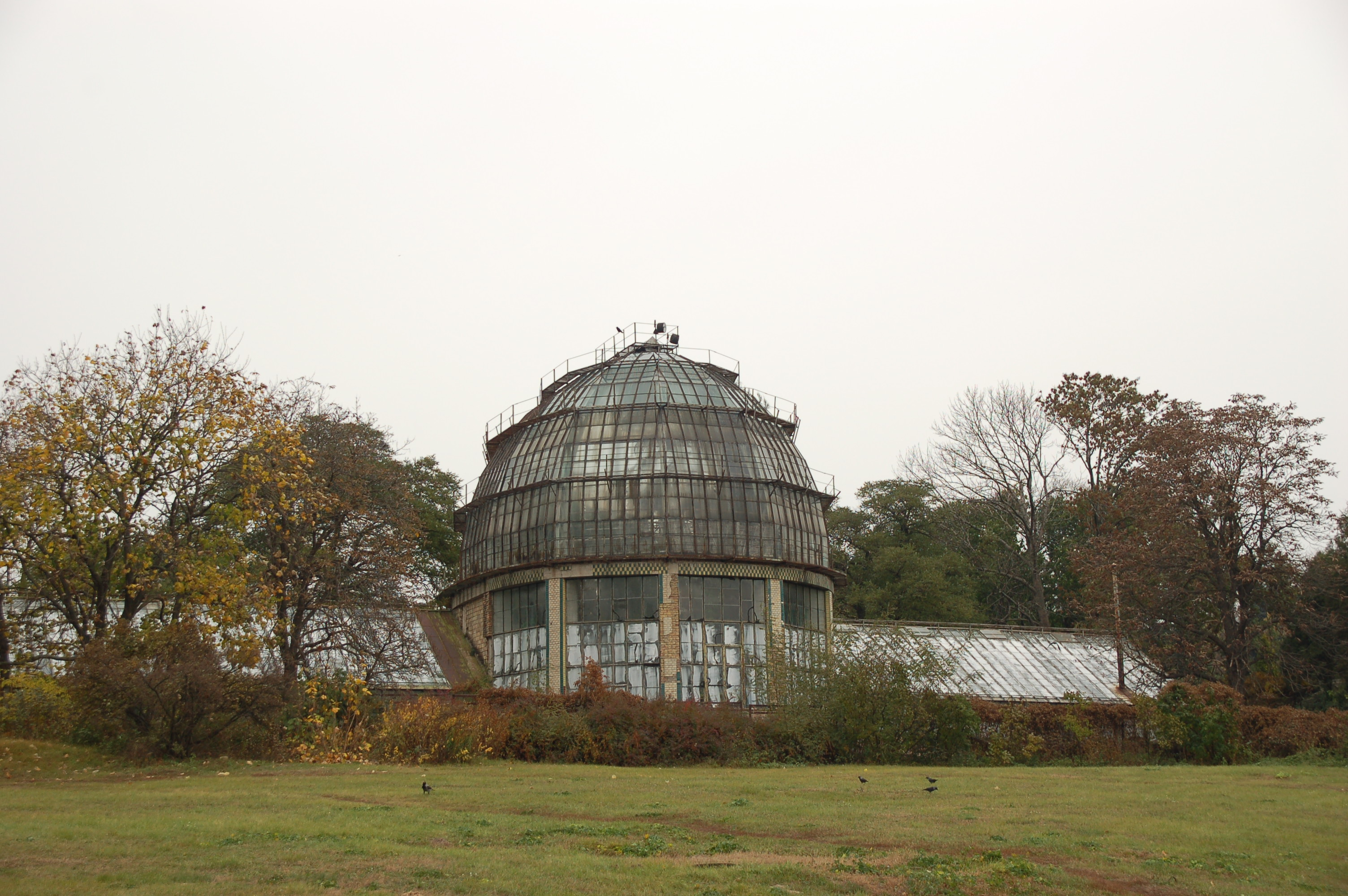
Gamla orangeriet på Kievs universitets botaniska trädgård

Kievs universitet, officiellt Nationella Taras Sjevtjenko-universitetet i Kiev (ukrainska: Київський національний університет імені Тараса Шевченка) är ett universitet i Kiev, Ukrainas huvudstad. Det grundades 1834 som Sankt Vladimirs kejserliga universitet, och har sedan dess bytt namn flera gånger. För närvarande[när?] består dess struktur av femton fakulteter och fyra institut, och tillhandahåller därmed ett större antal akademiska fält än någon annan ukrainsk läroanstalt.
Kievs universitet är uppkallat efter Taras Sjevtjenko, en viktig figur i den ukrainska litteraturen och målarkonsten. Det anses vara det mest prestigefyllda universitet i Ukraina och ett viktigt centrum för avancerad utbildning och progressivt tänkande.

## Historia
Universitetet grundades 1834 och uppkallades då efter Vladimir I, den härskare som kristnade Kievriket. Detta namn valdes av myndigheterna i kejsardömet Ryssland, där bland annat den ortodoxa kristendomen hade stor betydelse, och kan ha återspeglat den pågående vikten av Kiev som den östliga kristendomens vagga för hela riket.
De första 62 studerande inledde sina studier vid universitetet 1834 i en fakultet, den filosofiska fakulteten, som hade två institutioner, en för historia och filologi och en för fysik och matematik. Juridiska fakulteten tillkom 1835 och medicinska fakulteten 1847. Senare delades den ursprungliga filosofiska fakulteten i två separata enheter: en fakultet för historia och filologi och en för naturvetenskapliga ämnen. Det fanns inga större tillägg till antalet avdelningar fram till 1920-talet.
Enligt de utbildningsreformer som antogs efter oktoberrevolutionen upplöstes universitetet formellt 1920, och delades upp i ett antal separata institut. År 1933 återetablerades universitetet som ett sammanhållet lärosäte under namnet Kievs statliga universitet, och 1939 döptes detta om efter Taras Sjevtjenko.
Väggarna i huvudbyggnaden är målade i rött, medan kapitäl och bas på dess kolonner är målade svarta. Dessa färger syftar på Sankt Vladimirs orden (skapad 1782), vars motto är "Utilitas, Honor et Gloria".

## Organisation
För närvarande är det ungefär 30 000 studenter vid Kievs Sjevtjenkouniversitet (denna siffra innefattar nästan 2 000 studenter vid institutet för internationella relationer). Universitetet bedriver utbildning och vidareutbildning av specialister i 63 natur- och humanistisk-samhällsvetenskapliga områden och 157 specialiseringar enligt Bolognadeklarationen. Kievs universitet upprätthåller kontakter med många universitet och forskningscentra över hela världen.

### Fakulteter
- Biologi
- Geografi
- Geologi
- Ekonomi
- Historia
- Cybernetik
- Mekanik och matematik
- Förberedande
- Psykologi
- Radiofysik
- Sociologi
- Fysik
- Filosofi
- Kemi
- Juridik

### Institutioner
- Militära studier
- Journalistik
- Kievs institut för internationella relationer
- Forskarutbildning
- Språkvetenskap

## Personer med anknytning till universitetet
- Nikolaj Berdjajev, rysk filosof; student 1894–1898[3]
- Theodosius Dobzhansky, rysk-amerikansk genetiker och biolog; student 1917–1921[4]
- Jarosław Iwaszkiewicz, polsk författare och diplomat; student 1912–1918[5]
- Wladimir Klitschko, ukrainsk boxare; fil. dr 2001[6]
- Vitalij Klytjko, ukrainsk boxare och politiker, Kievs borgmästare sedan 2014; fil. dr 2000[7]
- Leonid Kravtjuk, ukrainsk politiker, Ukrainas president 1991–1994; student 1953–1958[8]
- Mykola Lysenko, ukrainsk tonsättare; student 1860–1865[9]
- Viktor Medvedtjuk, ukrainsk oligark och politiker; student 1972–1978[10]
- Michael Rostovtzeff, rysk-amerikansk historiker och arkeolog; student 1888–1890
- Andrej Vysjinskij, sovjetisk (rysk) politiker, jurist och diplomat, Sovjetunionens utrikesminister 1949–1953; jur. dr 1913[11]
- Oscar Zariski, rysk-amerikansk matematiker; student 1918–1920